# Johanna Ahlm
Johanna Ahlm, née le 3 octobre 1987 à Göteborg, est une handballeuse internationale suédoise.
Avec l'équipe de Suède, elle participe notamment aux jeux olympiques de 2008 et 2012.

## Palmarès

### En club
compétitions internationales 
- vainqueur de la Ligue des champions en 2010 (avec Viborg HK)
- finaliste de la coupe d'Europe des vainqueurs de coupe en 2012[4] (avec Viborg HK)

compétitions nationales
- championne de Suède en 2006, 2007, 2009, 2018 et 2019 (avec IK Sävehof)
- championne du Danemark en 2010 (avec Viborg HK)

### Avec la sélection suédoise
- médaillée de bronze au championnat d'Europe 2014